# Jersey Giant

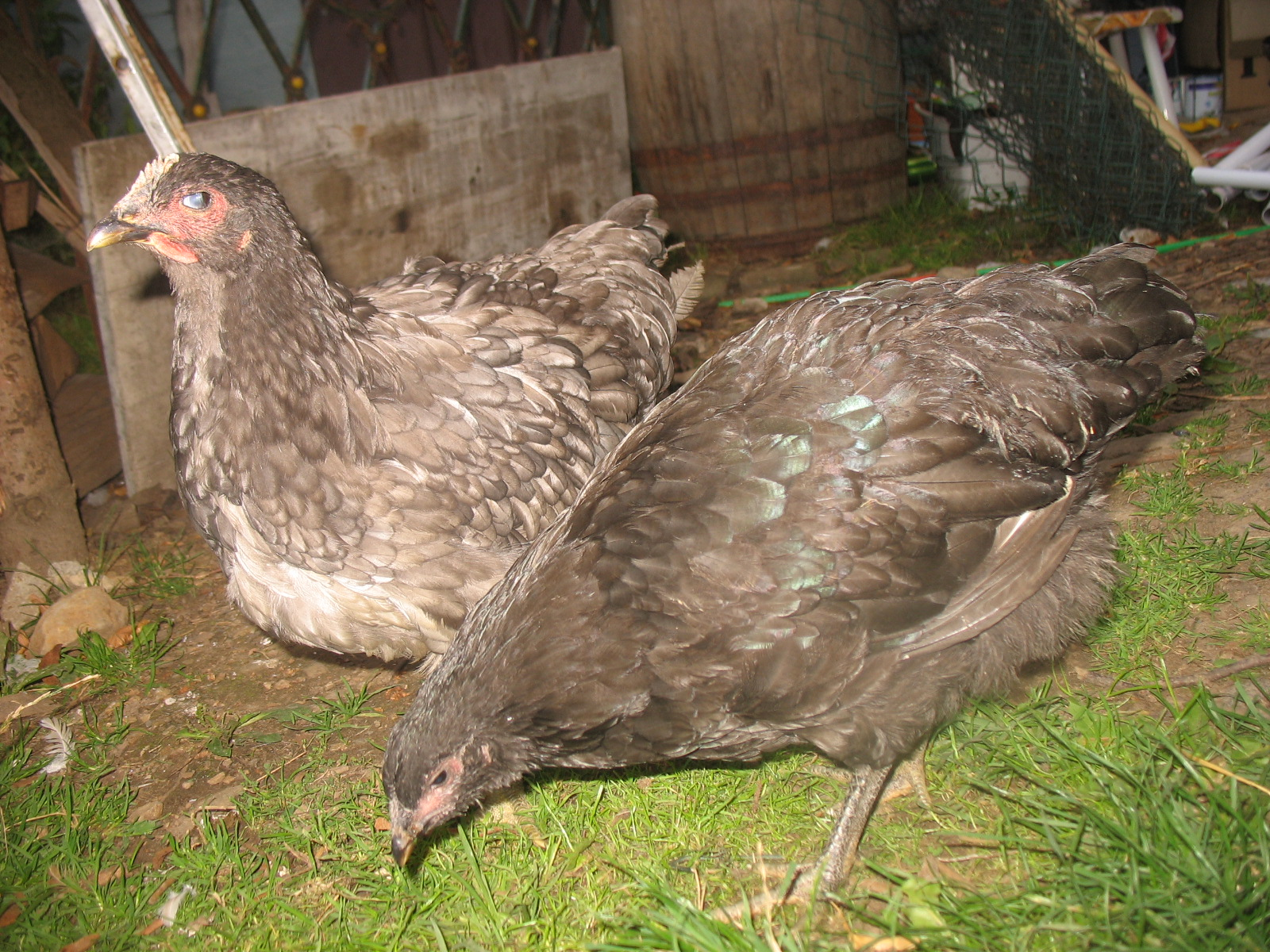
Hennen

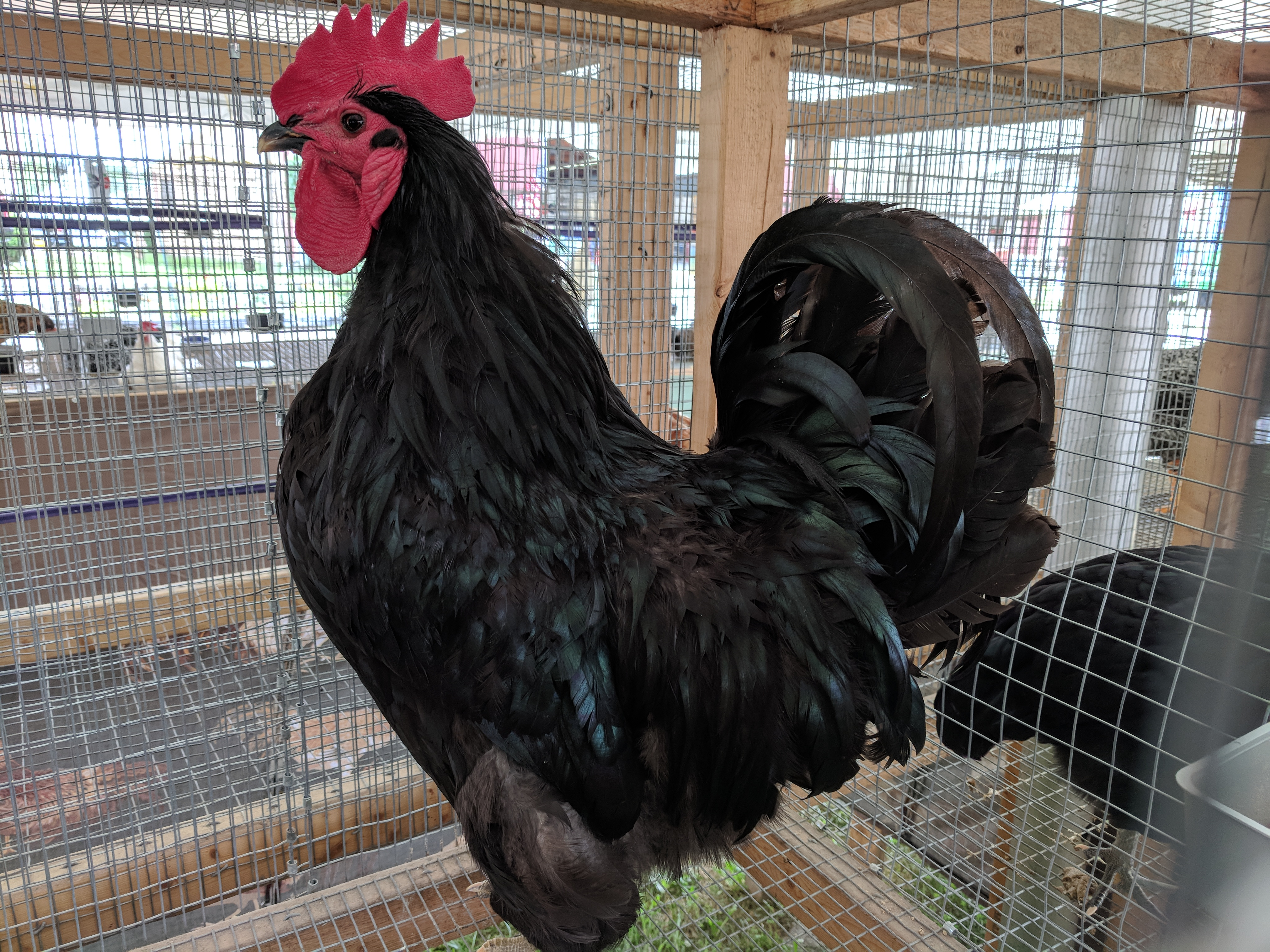
haan (zwart)

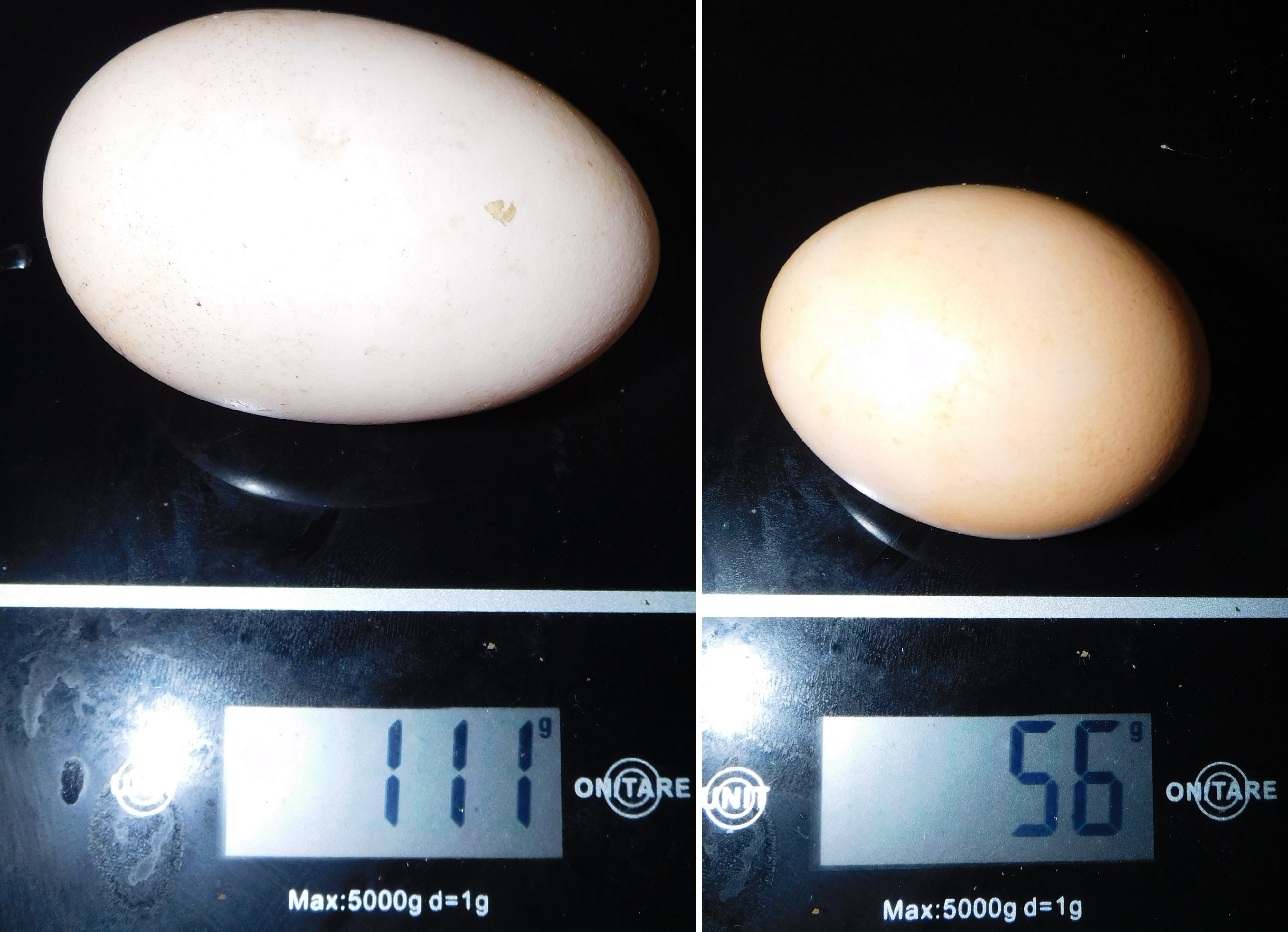
Het ei van de Jersey Giant (links, rechts een standaardei) is ook groot, streefgewicht 80 à 90 gram met uitschieters tot 120 gram

De Jersey Giant is een kippenras dat zijn oorsprong vindt in de Verenigde Staten eind 19de eeuw. Genaamd naar de staat waaruit ze afkomstig zijn (New Jersey) en hun grote afmetingen, worden Jersey Giants beschouwd als het zwaarste kippenras ter wereld.

## Geschiedenis
De Jersey Giant werd gecreëerd door John en Thomas Black, met de bedoeling de kalkoen te vervangen die in die tijd het voornaamste vleesproducerende gevogelte was. Het Jersey Giant ras kwam tot stand door zwarte Javas, zwarte Langshans en donkere Brahmas onderling te kruisen. De zwarte Jersey Giant werd toegevoegd aan de "Standard of Perfection" van de American Poultry Association in 1922. De witte variant werd toegevoegd in 1947, en de blauwe in 2002.
In Europa blijft het ras eerder zeldzaam.

## Eigenschappen
Jersey Giants zijn trage groeiers en dus weinig gebruikt in de kippenvleesindustrie. Het kost immers veel tijd en voedsel om de Jersey Giant te laten uitgroeien tot zijn volledige grootte. Voor hanen geldt een gewicht van 5,5 à 5,75 kg, hennen bereiken een gewicht van 4 à 4,5 kg. Jersey Giant is een kalm en goedmoedig ras. Ook de hanen zijn doorgaans niet agressief. De hennen leggen grote bruine eieren en zijn goede leggers, ook tijdens de winterperiode. De hennen worden broeds en zijn zorgzame moeders. Het ras is robuust en kan goed tegen de kou. De raskenmerken vereisen een eenvormig verendek in één van de kleurslagen zwart, wit, splash of blauw. Blauw is zwart met een verdunningfactor en feitelijk een grijstoon. Typisch voor het ras zijn de wilgengroene poten met gele pootzolen. De ringmaat voor de hanen is 24mm en 20mm voor de hennen.